# Seebruckenmühle
Die Seebruckenmühle ist die vierte Mühle im Siebenmühlental. Sie gehört zu Leinfelden-Echterdingen. Nach ihrer Zerstörung im Krieg wurde die Seebruckenmühle zwischen 1944 und 1948 wieder aufgebaut. Der ursprüngliche Name war „Seebrückenmühle“. Er kam von den zwei Seen ober- und unterhalb der Mühle und einer Steinbrücke, über die die Landstraße von Stuttgart nach Tübingen führte.
Das Anwesen „Seebruckenmühle“ umfasst das Haupthaus, ein Wohnhaus sowie die ehemalige Galerie „Weiße Scheune“ des Künstlers Hans Hahn-Seebruck.